# Perdita leucostoma
Perdita leucostoma là một loài Hymenoptera trong họ Andrenidae. Loài này được Timberlake mô tả khoa học năm 1956.